# Модуль расстояния
Модуль расстояния — способ выражения расстояний, часто используемый в астрономии.

## Определение
Модуль расстояния {\displaystyle \mu =m-M} показывает разность между видимой звёздной величиной {\displaystyle m} (в идеальном случае,
с внесёнными поправками за межзвёздное поглощение) и абсолютной звёздной величиной {\displaystyle M} астрономического объекта.
Модуль расстояния связан с расстоянием до объекта, выраженным в парсеках, соотношениями
{\displaystyle \log _{10}(d)=1+{\frac {\mu }{5}}},
{\displaystyle \mu =5\log _{10}(d)-5}.
Данное определение удобно, поскольку наблюдаемая яркость источника света связана с расстоянием по закону обратных квадратов (источник, находящийся вдвое дальше,
кажется в четыре раза менее ярким), а также поскольку светимости объектов зачастую выражают в звёздных величинах.
Абсолютную звёздную величину {\displaystyle M} определяют как видимую звёздную величину объекта при расположении его на расстоянии 10 пк. Предположим, что источник света имеет яркость {\displaystyle L(d)} при наблюдении с расстояния {\displaystyle d} пк и яркость {\displaystyle L(10)} при наблюдении с расстояния 10 пк. Закон обратных квадратов в данном случае примет вид	
{\displaystyle L(d)={\frac {L(10)}{({\frac {d}{10}})^{2}}}}.
Разность видимой и абсолютной звёздных величин может быть выражена в виде
{\displaystyle m-M=-2.5\log _{10}L(d)+2.5\log _{10}L(10)}.
Выражение для модуля расстояния примет вид
{\displaystyle \mu =5\log _{10}(d)-5=5\log _{10}\left({\frac {d}{10}}\right)}.
Расстояние {\displaystyle d} (в парсеках) может быть выражено через модуль расстояния как
{\displaystyle d=10^{{\frac {\mu }{5}}+1}}.
Неопределенность расстояния в парсеках {\displaystyle \delta d} можно выразить через неопределённость модуля расстояния {\displaystyle \delta \mu } по формуле
{\displaystyle \delta d=0.2\ln(10)10^{0.2\mu +1}\delta \mu =0.461d\ \delta \mu }.

## Различные виды модулей расстояния
Расстояние 	не является единственной величиной, определяющей разность между абсолютной и видимой звёздными величинами. Поглощение света также является важным фактором, и в некоторых случаях
может иметь решающее значение (например, в случае направления на центр Галактики).
Следовательно, необходимо различать  модуль расстояния без внесённой поправки за поглощение света (значение модуля расстояния в данном случае приводит к завышенной оценке расстояния
до источника) и скорректированный за поглощение света модуль расстояния. В первом случае величина называется визуальным модулем расстояния, {\displaystyle {(m-M)}_{v}}, во втором случае — истинным модулем расстояния,  {\displaystyle {(m-M)}_{0}}.
Визуальный модуль расстояния вычисляется как разность между наблюдаемой видимой звёздной  величиной и некоторой теоретической оценкой абсолютной звёздной величины. Определение истинного модуля расстояния требует 	оценки коэффициента межзвёздного поглощения.

## Применение
Модуль расстояния используется при выражении расстояния до других галактик  в относительно близкой части Вселенной. Например, Большое Магелланово Облако имеет модуль расстояния 18.5, Туманность Андромеды — 24.5 , галактика NGC 4548 в скоплении  Девы имеет модуль расстояния 31.0. В случае БМО данное значение модуля расстояния означает, что сверхновая SN 1987A, имевшая видимую звёздную величину 2.8 в максимуме блеска, обладала абсолютной звёздной величиной -15.7.	
Использование модулей расстояния упрощает вычисление звёздных величин. Например, звезда солнечного типа ({\displaystyle M=5}) в Туманности Андромеды ({\displaystyle \mu =24.4}) будет иметь видимую звёздную величину {\displaystyle m=5+24.4=29.4} и её можно будет с  трудом наблюдать на телескопе Хаббл, имеющем предельную звёздную величину около 30.